# Groupe de NGC 5266
Le groupe de NGC 5266 comprend au moins huit galaxies situées dans la constellation du Centaure. La distance moyenne entre ce groupe et la Voie lactée est d'environ 46,7 Mpc (∼152 millions d'al). 

## Membres
Le tableau ci-dessous liste les huit galaxies du groupe indiquées dans l'article de A.M. Garcia paru en 1993.
| Nom         | Class.    | Type                        | α (J2000.0)   | δ (J2000.0)  | Vitesse radiale (km/s) | m     | Distance (Mpc) | Diamètre (kal) |
| ----------- | --------- | --------------------------- | ------------- | ------------ | ---------------------- | ----- | -------------- | -------------- |
| NGC 5266    | SA0-      | Lenticulaire                | 13h 43m 02.1s | -48° 10′ 10″ | 3002 ± 6               | 11,1  | 47,6 ± 3,3     | 202            |
| NGC 5333    | SB0^0(r)? | Lenticulaire                | 13h 54m 24.2s | -48° 30′ 45″ | 2752 ± 45              | 10,7  | 43,8 ± 3,2     | 83             |
| NGC 5266A   | SAcd?     | Spirale                     | 13h 40m 37.1s | -48° 20′ 31″ | 2869 ± 3               | 12,0  | 45,7 ± 3,2     | 183            |
| ESO 220-26  | SB(s)d    | Spirale barrée              | 13h 39m 46.1s | -48° 17′ 57″ | 2855 ± 9               | 13,85 | 45,5 ± 3,2     | 214            |
| ESO 220-231 | S0 pec    | Spirale barrée              | 13h 37m 18.7s | -49° 44′ 56″ | 3193 ± 64              | 14,42 | 50,4 ± 3,7     | 154            |
| ESO 221-12  | SBm? pec  | Spirale barrée magellanique | 13h 51m 32.5s | -48° 05′ 01″ | 2950 ± 190             | 14,02 | 46,8 ± 4,3     | 126            |
| ESO 221-14  | SB(s)c    | Spirale barrée              | 13h 52m 06.9s | -48° 10′ 14″ | 2984 ± 10              | 13,31 | 47,3 ± 3,3     | 78             |
| ESO 221-22  | SBd?      | Spirale barrée              | 14h 00m 11.7s | -48° 16′ 12″ | 2912 ± 5               | 14,13 | 46,1 ± 3,2     | 138            |

1 Appartenance probable.
Le site DeepskyLog permet de trouver aisément les constellations des galaxies mentionnées dans ce tableau ou si elles ne s'y trouvent pas, l'outil du site constellation permet de le faire à l'aide des coordonnées de la galaxie. Sauf indication contraire, les données proviennent du site NASA/IPAC.